# Біодоступність
Біодоступність (БД, англ. BA) — це термін, яким позначають кількість лікарської речовини, що доходить до місця її дії в організмі людини (здатність препарату засвоюватися).[джерело?] Біодоступність є головним показником, що характеризує кількість втрат лікарського засобу, тобто чим вища біодоступність лікарської речовини, тим менше її втрат буде при засвоєнні і використанні організмом.  Вона використовується для опису частки введеної дози незміненого препарату, яка досягає системного кровообігу, що є однією з основних фармакокінетичних властивостей ліків. Коли препарат вводять внутрішньовенно, його біодоступність становить 100%.
Однак, коли ліки вводяться іншими шляхами (наприклад, перорально), його біодоступність зменшується (через неповне всмоктування та метаболізм першого проходження) або може відрізнятися від пацієнта до пацієнта (внаслідок варіацій між індивідами). Таким чином, математично біодоступність дорівнює співвідношенню порівняння площі під кривою концентрації лікарського засобу в плазмі та часу (AUC) для позасудинного препарату до AUC для внутрішньосудинного препарату. AUC використовується, оскільки AUC пропорційна дозі, яка потрапила в системний кровообіг. Біодоступність є одним із найважливіших інструментів у фармакокінетиці, оскільки біодоступність повинна враховуватися при підрахунку доз для шляхів введення.
Щоб забезпечити належне дозування препарату, який погано всмоктується, використовується нижнє значення діапазону відхилень для відображення реальної біодоступності та для розрахунку дози препарату, необхідної для того, хто приймає ліки, для досягнення системних концентрацій, подібних до внутрішньовенного препарату.  Для дозування, не знаючи швидкості всмоктування приймаючого лікарський засіб, використовується нижнє значення діапазону відхилень, щоб забезпечити передбачувану ефективність, якщо тільки препарат не пов'язаний з вузьким терапевтичним вікном. 

## Визначення

### У фармакології
У фармакології — фармакокінетичний параметр, який вказує на частку лікарської речовини, що після введення певним шляхом (у дозі 100 %) досягає системного кровообігу в організмі. Позначається біодоступність літерою f (або, якщо демонструється у відсотках великою F).
Наприклад, при внутрішньовенному введенні біодоступність лікарської речовини становитиме 100 %, при інших шляхах введення біодоступність нижча, тому майже завжди буде становити менше 100 %, інколи критично менша.
Концентрація лікарської речовини (або активного метаболіту) в крові та її терапевтична концентрація у місці дії можуть значно відрізнятися. Проте кількісна характеристика біодоступності для більшості ЛЗ може бути встановлена лише на основі їх концентрації в крові (або в сечі при екскреції), оскільки визначення цього показника безпосередньо в місці дії технічно, як правило, занадто складне або неможливе.

### В дієтології
В науках, що пов'язані з оцінкою харчування, концепція біодоступності не має точного визначення та стандартизації, у порівнянні з фармакологією. Це пов'язано насамперед з фізіологічними особливостями кожної людини . Таким чином, біодоступність в дієтології визначається як пропроція харчової речовини, що надходить до організму та здатна бути засвоєною і доступною для подальшого використання або зберігання.
Як у фармакології, так і в галузі харчування біодоступність вимірюється шляхом обчислення площі під кривою (AUC) часового профілю концентрації лікарських засобів.

### В екологічних науках
Біодоступність - це міра, за допомогою якої різні речовини в навколишньому середовищі можуть потрапляти в живі організми. Зазвичай це обмежуючий фактор у виробництві сільськогосподарських культур (через обмеження розчинності або поглинання рослинних поживних речовин до колоїдів ґрунту) та у виведенні токсичних речовин з харчового ланцюга мікроорганізмами (внаслідок сорбції або розподілу речовин, що розкладаються, недоступні фази в навколишньому середовищі). Примітний приклад для сільського господарства - дефіцит фосфору в рослинах, спричинений опадами фосфату заліза та алюмінію при низькому рН ґрунту та осадження фосфатів кальцію при високому рН ґрунту.  Токсичні матеріали в ґрунті, такі як свинець із фарби, можуть бути недоступні тваринам, які поглинають забруднений ґрунт шляхом надмірного надходження фосфорних добрив.  Органічні забруднювачі, такі як розчинники або пестициди , можуть стати недоступними для мікроорганізмів і, таким чином, зберігатись у навколишньому середовищі, коли вони адсорбуються до мінералів ґрунту  або поділяються на гідрофобні органічні речовини. 

## Визначення біодоступності
Біодоступність визначається шляхом порівняння рівнів лікарського засобу у плазмі після певного шляху введення (наприклад, пероральне введення) та рівнів лікарських засобів у плазмі крові, що досягаються в/в ін’єкцією, при якій весь засіб швидко потрапляє в кровообіг. При прийомі препарату перорально у плазмі з’являється лише частина введеної дози. 
Побудувавши графік концентрації препарату в плазмі та часу, ми можемо виміряти площу під кривою (AUC). Ця крива відображає ступінь всмоктування препарату. Біодоступність препарату, що вводиться перорально, є відношенням площі, розрахованої для перорального прийому, порівняно з площею, розрахованою для внутрішньовенного введення.
{\displaystyle F=(AUC{\scriptstyle {\text{oral}}}/AUC{\scriptstyle {\text{injected}}})\times 100}

## Фактори, що впливають на біодоступність
Різні фізіологічні фактори знижують доступність ліків до їх надходження в системний кровообіг. Незалежно від того, приймається лікарський засіб з їжею або без їжі, це також впливатиме на абсорбцію. Інші ліки, що приймаються одночасно, можуть змінити абсорбцію та метаболізм першого проходження, перистальтика кишечника змінює розчинення препарату та може вплинути на ступінь хімічної деградації препарату кишковою мікрофлорою. Захворювання, що впливають на метаболізм печінки або функції шлунково-кишкового тракту, також матимуть вплив. Головні фактори:

### Шлях введення (ROA) та доза препарату
Вони мають значний вплив як на швидкість, так і на ступінь біодоступності. Доза препарату опосередковано пропорційна його біодоступності. Для лікарського засобу з відносно низькою біодоступністю потрібна більша доза для порушення мінімального ефективного порогу концентрації. Кожен з різних способів введення має унікальну здатність сприяти певній концентрації лікарського засобу в плазмі протягом певного періоду часу. У багатьох випадках зміна шляху введення вимагає зміни дозування. Наприклад, пероральний препарат вимагає проходження через шлунково-кишкову систему (ШКТ), що змушує його всмоктуватися в кишечнику та метаболізму печінки першого проходження. Навпаки, передбачається, що внутрішньовенно введений препарат негайно доставляється до системного кровообігу. Для визначення адекватної дози не потрібно розглядати абсорбцію або метаболізм першого проходження. 

### Першопрохідний печінковий метаболізм
Коли препарат всмоктується через шлунково-кишковий тракт, він потрапляє в портальний кровообіг перед тим, як потрапити в системний кровообіг. Якщо препарат швидко метаболізується печінкою, кількість незміненого препарату, який отримує доступ до системного кровообігу, зменшується. Багато ліків, таких як пропранолол або лідокаїн, зазнають значної біотрансформації під час одного проходження через печінку.

### Розчинність препарату та ін. фізичні властивості
Фізичні властивості препарату, такі як гідрофобність, рКа, розчинність впливають на біодоступність препаратів. Дуже гідрофільні ліки погано всмоктуються через їх неможливість проникнути через багаті ліпідами клітинні мембрани. Щоб лікарський засіб легко засвоювався, він повинен бути в основному гідрофобним, але при цьому мати деяку розчинність у водних розчинах. Це одна з причин, чому багато ліків є слабкими кислотами або слабкими основами. Є деякі ліки, які добре розчиняються в ліпідах, і вони транспортуються у водних розчинах організму на білках-носіях, таких як альбумін.

### Хімічна нестабільність
Деякі ліки, такі як пеніцилін G, нестійкі при рН шлункового вмісту. Інші, такі як інсулін, руйнуються в шлунково-кишковому тракті деградуючими ферментами. Природа лікарської форми: всмоктування препарату може змінюватися факторами, не пов’язаними з хімією препарату. Наприклад, розмір частинок, форма солі, поліморфізм кристалів, кишковорозчинні покриття та наявність допоміжних речовин (таких як сполучні та диспергуючі речовини) можуть впливати на легкість розчинення і, отже, змінювати швидкість поглинання.

### Інші фактори
- Деякі властивості препарату (негайне вивільнення, використовувані допоміжні речовини, способи виготовлення, модифіковане вивільнення - відстрочене вивільнення, подовжене вивільнення, пролонговане вивільнення тощо)
- Швидкість спорожнення шлунка
- Добові відмінності
- Взаємодія з іншими ліками / продуктами харчування:
- Взаємодія з наркотичними речовинами (наприклад, антацидами, алкоголем, нікотином)
- Взаємодія з іншими продуктами (наприклад, грейпфрутовим соком, помелом, журавлинним соком, овочами)
- Транспортери: субстрат транспортерів, що витікають (наприклад, P-глікопротеїн)
- Здоров’я шлунково-кишкового тракту
- Індукція / інгібування ферментів іншими ліками / продуктами харчування:
- Індукція ферментів (збільшення швидкості метаболізму), наприклад, фенітоїн індукує CYP1A2, CYP2C9, CYP2C19 та CYP3A4
- Інгібування ферментів (зниження швидкості метаболізму), наприклад, грейпфрутовий сік пригнічує CYP3A → вищі концентрації ніфедипіну
- Індивідуальні зміни в метаболічних відмінностях
- Вік: як правило, ліки метаболізуються повільніше у новонароджених та геріатричних
- Фенотипові відмінності, ентерогепатичний кровообіг, дієта, стать
- Хворобливий стан (наприклад, печінкова недостатність, погана функція нирок)

Кожен із цих факторів може варіюватися від пацієнта до пацієнта (варіація між індивідами) і у одного і того ж пацієнта з часом (інтраіндивідуальна варіація). У клінічних випробуваннях варіація між індивідами є критичним виміром, що використовується для оцінки різниці біодоступності від пацієнта до пацієнта з метою забезпечення передбачуваного дозування. 

## Причини низької біодоступності
Перорально введені препарати повинні проходити через стінку кишечника, а потім через портальний кровообіг до печінки; обидва вони є загальними місцями метаболізму першого проходження (метаболізм, який відбувається до того, як лікарський засіб досягає системного кровообігу). Таким чином, багато препаратів можуть метаболізуватися до досягнення адекватних концентрацій у плазмі крові. Низька біодоступність найчастіше зустрічається при пероральних лікарських формах погано розчинних у воді повільно всмоктуваних препаратів.
Недостатній час для всмоктування в шлунково-кишковому тракті є поширеною причиною низької біодоступності. Якщо препарат не розчиняється легко або не може проникнути через епітеліальну мембрану (наприклад, якщо він сильно іонізований і полярний), часу в місці всмоктування може бути недостатньо. У таких випадках біодоступність має тенденцію бути як сильно мінливою, так і стабільно низькою.
Вік, стать, фізична активність, генетичний фенотип, стрес, розлади (наприклад, ахлоргідрія, синдроми мальабсорбції) або попередні операції на ШКТ (наприклад, баріатрична хірургія) також можуть знижувати біодоступність препарату.
Хімічні реакції, що зменшують всмоктування, можуть зменшити біодоступність. Вони включають утворення комплексу (наприклад, між тетрацикліном та іонами полівалентних металів), гідроліз шлунковою кислотою або травними ферментами (наприклад, гідроліз пеніциліну та хлорамфеніколу пальмітату), кон’югацію в стінці кишечника (наприклад, сульфокон’югація ізопротеренолу), адсорбцію до інших препаратів (наприклад, дигоксин до холестираміну) та метаболізм просвітною мікрофлорою. 

## Абсолютна біодоступність
Абсолютна біодоступність порівнює біодоступність активного лікарського засобу в системному кровообігу після невнутрішньовенного введення (тобто після перорального, окулярного, ректального, трансдермального, підшкірного або сублінгвального введення) та біодоступності того самого препарату після внутрішньовенного введення. Це частка лікарського засобу, що поглинається шляхом невентрального введення, порівняно з відповідним внутрішньовенним введенням того самого препарату. Порівняння має бути нормалізованим за дозою (наприклад, враховувати різні дози або різну вагу суб'єктів); отже, абсорбована кількість коригується діленням відповідної введеної дози.
У фармакології для того, щоб визначити абсолютну біодоступність препарату, слід провести фармакокінетичне дослідження, щоб отримати концентрацію лікарського засобу у плазмі в залежності від часового графіку для препарату як після внутрішньовенного (iv), так і позасудинного (невентрального, тобто перорального) введення. Абсолютна біодоступність — це коригована на дозу зона під кривою (AUC), яка не є внутрішньовенною, поділена на AUC внутрішньовенно. Формула для розрахунку абсолютної біодоступності препарату, що застосовується перорально (перорально), F, наведена нижче (де D — введена доза).
{\displaystyle {\displaystyle F_{\mathrm {abs} }={\frac {AUC_{\mathrm {po} }\times D_{\mathrm {iv} }}{AUC_{\mathrm {iv} }\times D_{\mathrm {po} }}}}\times 100}
Отже, ліки, що вводяться внутрішньовенно, матимуть абсолютну біодоступність 100 % (f = 1), тоді як препарати, що вводяться іншими способами, зазвичай мають абсолютну біодоступність менше одиниці. Якщо порівняти дві різні лікарські форми, що мають однакові активні інгредієнти, і порівняти біодоступність двох препаратів, це називається порівняльною біодоступністю.
Хоча розуміння справжнього ступеня системного всмоктування (іменованого як абсолютна біодоступність) є однозначно корисним, на практиці воно визначається не так часто, як можна подумати. Причиною цього є те, що його оцінка вимагає внутрішньовенного введення; тобто шлях введення, який гарантує, що весь введений препарат досягає системного кровообігу. Такі дослідження коштують значних витрат, не останньою з яких є необхідність проведення доклінічних тестів на токсичність для забезпечення належної безпеки, а також потенційні проблеми через обмеження розчинності. Однак ці обмеження можна подолати, вводячи дуже низьку дозу (як правило, кілька мікрограмів) ізотопно міченого препарату одночасно з терапевтичною неізотопно міченою пероральною дозою (ізотопно мічена внутрішньовенна доза досить низька, щоб не порушувати системні концентрації лікарського засобу, досягнуті за допомогою маркованої пероральної дози). Потім внутрішньовенна та пероральна концентрації можуть бути деконволюційними внаслідок їх різної ізотопної конституції, і, отже, можуть бути використані для визначення пероральної та внутрішньовенної фармакокінетики з однаковою дозою. Ця методика усуває проблеми фармакокінетики з нееквівалентним кліренсом, а також дозволяє вводити внутрішньовенну дозу з мінімумом токсичності за рецептурою. Спочатку цю методику застосували із використанням стабільних ізотопів, таких як 13C, та мас-спектрометрії, щоб розрізнити ізотопи за різницею мас. Зовсім недавно препарати, мічені 14С, вводять внутрішньовенно, а прискорювач мас-спектрометрії (AMS) використовується для вимірювання ізотопно міченого препарату разом із мас-спектрометрією для маркованого лікарського засобу.
Нормативної вимоги щодо визначення внутрішньовенної фармакокінетики або абсолютної біодоступності не існує, однак контролюючі органи іноді вимагають інформації про абсолютну біодоступність позасудинного шляху у випадках, коли біодоступність очевидно низька або мінлива, і існує доведена залежність між фармакодинамікою та фармакокінетикою у терапевтичних дозах. У всіх таких випадках для проведення дослідження абсолютної біодоступності потрібно вводити препарат внутрішньовенно.
Внутрішньовенне введення препарату, що розвивається, може надати цінну інформацію про основні фармакокінетичні параметри об'єму розподілу (V) та кліренсу (CL).

## Відносна біодоступність та біоеквівалентність
У фармакології відносна біодоступність вимірює біодоступність (оцінюється як AUC) препарату (A) певного лікарського засобу у порівнянні з іншим препаратом (B) того самого препарату, зазвичай встановленим стандартом, або шляхом введення іншим шляхом. Коли стандарт складається з внутрішньовенно введеного препарату, це відоме як абсолютна біодоступність.
{\displaystyle {\displaystyle F_{\mathrm {rel} }={\frac {AUC_{\mathrm {A} }\times D_{\mathrm {B} }}{AUC_{\mathrm {B} }\times D_{\mathrm {A} }}}}\times 100}
Відносна біодоступність - один із заходів, що застосовується для оцінки біоеквівалентності (БЕ) між двома лікарськими препаратами. Для схвалення FDA загальний виробник повинен продемонструвати, що 90% довірчий інтервал для відношення середньої реакції (зазвичай AUC та максимальної концентрації, Cmax) свого продукту до реакції "лікарського засобу" знаходиться в межах межі від 80% до 125%. Де AUC відноситься до концентрації лікарського засобу в крові за час t = 0 до t = ∞, Cmax відноситься до максимальної концентрації препарату в крові. Коли дається Tmax, це стосується часу, необхідного лікарському засобу для досягнення Cmax.
Хоча механізми, за допомогою яких препарат впливає на біодоступність та біоеквівалентність, широко вивчались у лікарських засобах, фактори рецептури, що впливають на біодоступність та біоеквівалентність у харчових добавках, в основному невідомі . Як результат, в науках про харчові продукти відносна біодоступність або біоеквівалентність є найпоширенішим показником біодоступності, порівнюючи біодоступність одного препарату одного і того ж дієтичного інгредієнта з іншим.

## Еквівалентність препаратів та її вплив на біодоступність
Біодоступність препарату значною мірою визначається властивостями лікарської форми, які частково залежать від його конструкції та виготовлення. Відмінності в біодоступності серед рецептур даного препарату можуть мати клінічне значення; таким чином, знання того, чи є лікарські препарати еквівалентними, є важливим.
Хімічна еквівалентність вказує на те, що лікарські засоби містять однакову активну сполуку в однаковій кількості та відповідають чинним офіційним стандартам; однак неактивні інгредієнти лікарських засобів можуть відрізнятися. Біоеквівалентність вказує на те, що лікарські засоби при введенні одному і тому ж пацієнту в одному режимі дозування призводять до еквівалентних концентрацій препарату в плазмі та тканинах. Терапевтична еквівалентність вказує на те, що лікарські засоби, що вводяться одному пацієнту в одному режимі дозування, мають однакові терапевтичні та несприятливі ефекти.
Очікується, що біоеквівалентні продукти будуть терапевтично еквівалентними. Терапевтична нееквівалентність (наприклад, більше побічних ефектів, менша ефективність) зазвичай виявляється під час тривалого лікування, коли пацієнтам, які стабілізуються на одному складі, дають нееквівалентний замінник.
Іноді терапевтична еквівалентність можлива, незважаючи на різницю в біодоступності. Наприклад, терапевтичний індекс (відношення мінімальної токсичної концентрації до середньої ефективної концентрації) пеніциліну настільки широкий, що на ефективність та безпеку, як правило, не впливають помірні різниці в концентрації в плазмі через різницю в біодоступності продуктів пеніциліну. На відміну від цього, для препаратів із відносно вузьким терапевтичним індексом різниця біодоступності може спричинити значну терапевтичну нерівність. 

## Поняття напіввиведення
Напіввиведення = скільки часу потрібно, щоб рівень препарату в крові знизився до половини того, що був у рівновазі. Насправді існує два типи напіввиведення:
- "розподіл" = коли рівні плазми падають наполовину від рівня рівноваги через розподіл / зберігання у резервуарах тканин тіла;
- “елімінація” = коли рівень плазми падає до половини, ніж був у рівновазі через метаболізм та елімінацію препарату. Зазвичай елімінація напіввиведення використовується для визначення режимів дозування та для вирішення, коли безпечно ставити пацієнтів на новий препарат. [15]

## Порівняння біодоступності ліків і дієтичних добавок
У порівнянні з ліками, існують суттєві відмінності для харчових добавок, які впливають на оцінку їх біодоступності. Ці відмінності включають наступне: той факт, що харчові добавки забезпечують переваги, що мають змінний і часто якісний характер; вимірювання поглинання поживних речовин не має точності; харчові добавки вживають для профілактики та самопочуття; харчові добавки не мають характерних кривих доза-реакція; і інтервали дозування харчових добавок, отже, не є критичними на відміну від медикаментозної терапії. 
Крім того, відсутність визначеної методології та нормативних актів, що стосуються споживання дієтичних добавок, перешкоджає застосуванню заходів біодоступності порівняно з ліками. У клінічних випробуваннях з дієтичними добавками біодоступність головним чином фокусується на статистичних описах середніх або середніх відмінностей AUC між групами лікування, хоча часто не вдається порівняти або обговорити їх стандартні відхилення або міжособистісні варіації. Ця невдача залишає відкритим питання про те, чи може людина в групі відчувати переваги, описані порівнянням середньої різниці. Далі, навіть якби це питання обговорювалось, важко було б донести значення цих міжсуб'єктних відхилень до споживачів та/або їхніх лікарів.

## Чи можна збільшити біодоступність
Введення речовини безпосередньо в кров (наприклад, крапельним шляхом) гарантує, що вона матиме повний ефект. Інші методи, такі як прийом таблетки всередину, менш докучливі, але і менш ефективні. Наприклад, шлункова кислота може знищити корисні речовини до того, як вони потраплять у кров. У цих випадках важливо підвищити біодоступність для збільшення всмоктування та ефективності. 
На біодоступність добавок впливає цілий ряд факторів:
1. Формулювання добавки;
2. Спосіб доставки. Наприклад, у деяких випадках капсули ефективніші, ніж таблетки;
3. Циркадний ритм - рекомендується приймати деякі добавки в певний час доби, щоб забезпечити максимальне засвоєння;
4. Взаємодія з іншими речовинами системи. Наприклад, добавки кальцію ускладнюють засвоєння заліза;
5. Здоров'я шлунково-кишкового тракту.

Ці фактори допомагають пояснити, чому неефективна добавка для однієї людини може бути високоефективною для іншої. На щастя, деякі з них можна вирішити, застосовуючи науковий підхід до створення добавок. Як і будь-який інший препарат, гарантії успіху не існує, але, вибір високодоступної біодоступної добавки збільшить ймовірність того, що вона допоможе досягти цілей щодо здоров’я. 

## Важливість вивчення біодоступності
Оскільки різноманітність доставки ліків продовжує розширюватися з урахуванням потреб пацієнтів, ризик помилок у призначенні буде зростати. Нюансові відмінності між етикетками ліків або різними дозами одного і того ж препарату з різними шляхами введення можуть бути причиною помилки людини. У найбільш об'єктивному сенсі фізіологічний прояв цих помилок можна простежити за відхиленнями від змін основних фармакокінетичних принципів. Зосередження уваги на біодоступності може слугувати важливою деталлю для розгляду взаємодії пацієнт-препарат та пацієнт-пацієнт. 
Першим кроком до пом’якшення медичних помилок, пов’язаних з біодоступністю, є спільне знання основних принципів біодоступності між членами міжпрофесійної групи, яка здійснює догляд за пацієнтом. Включення цих знань в рамках навчання персоналу може бути дуже важливим для покращення лікування. Медсестри з підвищеною оцінкою біодоступності можуть ефективніше використовувати історію хвороби, показники життєдіяльності та перелік ліків і стати ще одним бар'єром для несприятливих явищ, пов’язаних з препаратами. Ці знання можуть надати додаткову впевненість медсестрам, які виконують введення лікарських препаратів для пацієнтів. 
Оскільки більше можливостей для медичних помилок, поштовх падає на створення та підтримку системи, яка ефективно пом’якшує ці помилки. Спілкування між членами міжпрофесійної команди може значно зменшити ризик помилок у рецептах. Показано, що регулярне використання фармацевтів для підтримки фармацевтичних рішень ефективно знижує ризик несприятливих явищ, пов’язаних з ліками. Коли це дозволяє можливість, фармацевти можуть провести огляд замовлення ліків перед введенням препарату. Огляд фармацевта - ще одна перешкода для небезпечних випадків, пов’язаних з препаратами, оскільки їх більш детальна фармацевтична експертиза добре вплине на обстеження ширшого кола потенційних лікарських взаємодій.